# Запис липа код школе (Милива)
Запис липа код школе (Милива) се налази на парцели чији је власник Основна школа "Деспот Стеван Високи".

## Локација
| Општина             | Деспотовац                                                       |
| Катастарска општина | Милива                                                           |
| Потес               | Село                                                             |
| Координате          | 44° 07′ 44″ С; 21° 25′ 48″ И / 44.128999999999998° С; 21.4299° И |
| Надморска висина    | 194m                                                             |

## Карактеристике
Дендрометријске вредности утврђене на терену и сателитским снимцима:
| Стабло                     | Липа |
| Висина стабла              | m    |
| Обим дебла                 | m    |
| Пречник крошње             | 12m  |
| Пречник дебла              | m    |
| Висина дебла до прве гране | m    |

## База записа
Запис је у оквиру Викимедија пројекта "Запис - Свето дрво" заведен под редним бројем 0438.